# Convair NB-36H
Vous lisez un « bon article » labellisé en 2018.
Pour les articles homonymes, voir Crusader.
Le Convair NB-36H, également appelé Crusader, est un B-36 Peacemaker expérimental emportant un réacteur nucléaire. Il est créé dans le cadre du programme d'avion à propulsion nucléaire (Aircraft Nuclear Propulsion, ANP) afin de démontrer la faisabilité d'un bombardier à propulsion nucléaire. À ce stade du projet, le réacteur nucléaire n'est toutefois qu'une « simple » charge utile indépendante et ne joue aucun rôle dans la propulsion de l'appareil. L'aéronef expérimental à propulsion nucléaire X-6, auquel doit aboutir le programme ANP, n'est jamais construit.
Le NB-36H est à l'origine un bombardier B-36H Peacemaker, serial 51-5712, construit à l'usine Convair de Fort Worth, au Texas. Il est endommagé en septembre 1952 lorsqu'une tornade frappe la base de Carswell, où il est stationné. Plutôt que de le réparer, l'avionneur conserve l'appareil et lui fait subir d'importantes modifications pour lui permettre d'emporter le réacteur nucléaire et de protéger l'équipage contre les radiations qui en émanent. Le programme d'essais en vol commence en septembre 1955 et dure un an et demi, au cours duquel 47 vols sont réalisés, jusqu'en mars 1957. Le programme d'avion à propulsion nucléaire est annulé par l'administration Kennedy en 1961.

## Conception et développement
Tout comme le projet précédent d'énergie nucléaire pour la propulsion des avions (Nuclear Energy for the Propulsion of Aircraft, NEPA), le programme d'avion à propulsion nucléaire (Aircraft Nuclear Propulsion, ANP) cherche à développer un système de propulsion pour les avions. L'United States Army Air Forces (USAAF) lance le projet NEPA le 28 mai 1946,. Après son financement de 10 millions de dollars, le projet est actif jusqu'en mai 1951, lorsqu'il est transféré au programme ANP commun de la Commission de l'énergie atomique (Atomic Energy Commission, AEC) et l'United States Air Force, (USAF). Cette dernière étudie deux systèmes pour des moteurs fonctionnant à l'énergie nucléaire : le Direct Air Cycle (cycle direct), développé par General Electric, et l'Indirect Air Cycle (cycle indirect), dont s'occupe Pratt & Whitney. Le programme a pour but de développer et tester le Convair X-6, prototype d'un avion à propulsion nucléaire pleinement opérationnel.
Le 1er septembre 1952, la Carswell Air Force Base, au Texas, est touchée par une tornade qui endommage de nombreux avions,,. L'un de ces appareils est le bombardier B-36 serial 51-5712 ; Convair suggère à l'USAF — qui donne son approbation et fournit un financement pour la transformation de l'avion — de sélectionner ce dernier pour être converti en prototype du X-6 au lieu de le réparer pour des vols conventionnels,. Le but est de le tester en vol avec à son bord un réacteur nucléaire en marche, qui ne doit toutefois pas encore participer à la propulsion de l'avion,.

## Descriptif technique

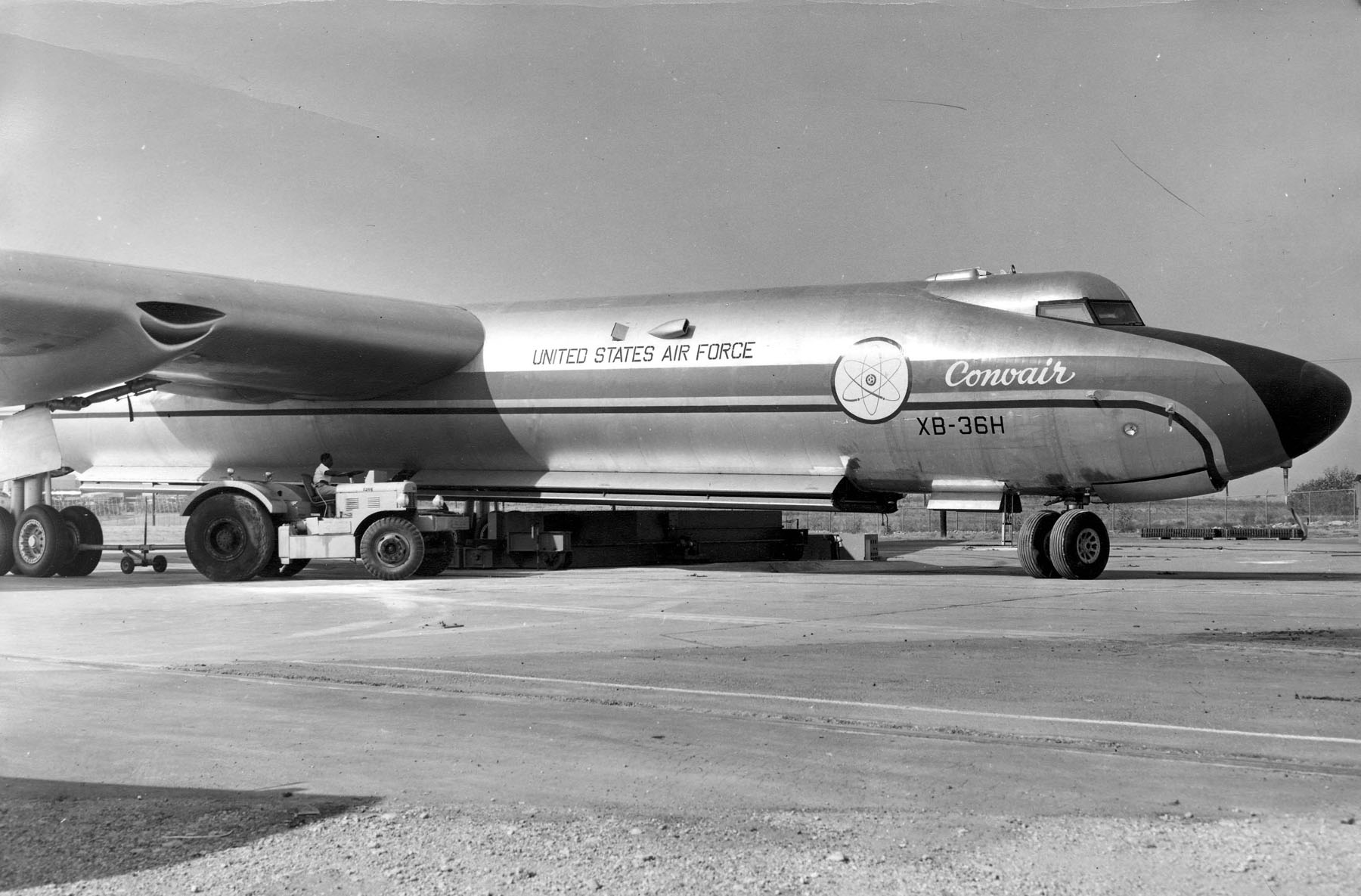
Le nouveau cockpit du NB-36H.

Le compartiment de l'équipage et de l'avionique est remplacé par un cockpit entièrement nouveau ; il dispose d'un blindage en plomb et en caoutchouc pour une masse totale de 11 tonnes et accueille le pilote, le copilote, l'ingénieur en vol et deux ingénieurs en nucléaire. Même les petits hublots ont des vitres en cristal d'une épaisseur de 25 à 30 centimètres,,. Le compartiment peut être retiré de l'avion au moyen d'une grue pendant certaines opérations de maintenance ; dans ce but, un système de tringles permet de facilement connecter et déconnecter les câbles des commandes.
L'avion reçoit un réacteur nucléaire d'une puissance d'un mégawatt et pesant 16 tonnes,. Il est suspendu à un crochet dans la soute à bombes no 4, la plus à l'arrière, facilitant ainsi son installation et son retrait, ce qui permet à la source d'émissions radioactives d'être gardée dans un local souterrain entre les vols d'essai. Un système de surveillance et de contrôle, surnommé « Project Halitosis » mesure les émissions radioactives du réacteur. De grandes entrées d'air sont aménagées sur les flancs du fuselage, au niveau du réacteur, pour assurer le refroidissement de ce dernier. Fonctionnant principalement grâce au vent relatif, elles n'ont toutefois que peu d'utilité lorsque l'avion n'est pas en vol.

## Histoire opérationnelle

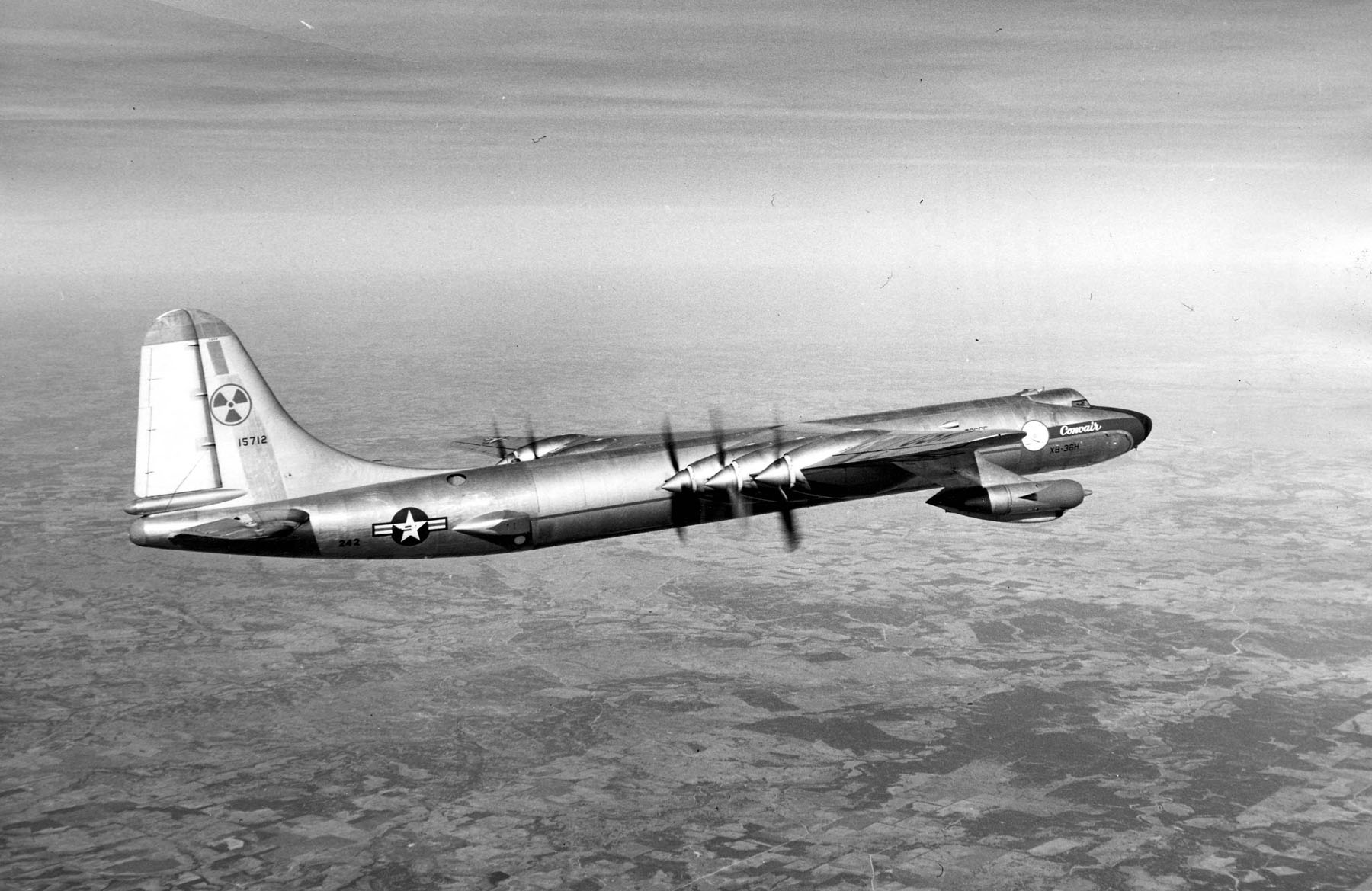
Le Convair Crusader en vol. On distingue l'une des deux grandes entrées d'air sur le côté du fuselage (près du logo), destinées au refroidissement du réacteur. Le nouveau cockpit, plus conventionnel, est également visible.

Entre le 17 septembre 1955 et mars 1957, le NB-36H réalise 47 vols d'essai pour une durée totale de 215 heures, dont 89 heures avec le réacteur actif, au-dessus du Nouveau-Mexique et du Texas,. Au cours de ces vols, l'avion est escorté par un C-97 transportant des Marines parachutistes, qui doivent sécuriser la zone en cas d'écrasement ; un B-50D équipé de plusieurs instruments et utilisé pour récolter des données est également présent la plupart du temps,. Les vols d'essai révèlent qu'avec le blindage, l'équipage n'est pas affecté par les radiations émanant du réacteur, même lors des vols à basse altitude ; cependant, en cas d'accident, le risque de contamination radioactive existe.
En 1957, à la fin du programme d'essais en vol, le réacteur nucléaire du NB-36H est définitivement retiré ; l'appareil est déclassé, puis mis au rebut sur la base de Carswell. Avec l'augmentation des tensions de la guerre froide à la fin des années 1950, le gouvernement américain encourage le développement d'un bombardier lourd à turboréacteurs. Les programmes parallèles de développement d'avions nucléaires et conventionnels cherchent à atteindre ce but mais la progression du programme d'avion nucléaire est lente. Le président Dwight Eisenhower n'est pas convaincu de la nécessité du projet et, bien qu'il maintienne les crédits accordés, son développement n'est pas considéré comme urgent. À la fin des années 1950, l'idée d'avions à propulsion nucléaire commence à être vue par le Congrès comme redondante et ce dernier favorise alors le développement d'avions supersoniques et de missiles balistiques,.
En mars 1961, peu après son arrivée au pouvoir, le président John Fitzgerald Kennedy annule le programme d'avion à propulsion nucléaire,. Dans sa déclaration, Kennedy fait savoir que la perspective d'avion à propulsion nucléaire est encore très lointaine, malgré quinze années de développement et un milliard de dollars de dépenses,. Le Convair X-6 n'est jamais construit et le NB-36H reste le seul avion américain à avoir emporté à son bord un réacteur nucléaire en état de marche,, bien qu'il n'ait jamais été un quelconque élément participant à la propulsion de l'appareil. Les travaux scientifiques menés dans le cadre du projet ont cependant largement bénéficié de l'expérience, comme les méthodes de traitement des métaux liquides et de sels fondus, qui ont facilité le développement de générateurs et réacteurs nucléaires utilisés par la NASA.